# Airbus (Lufthansa)

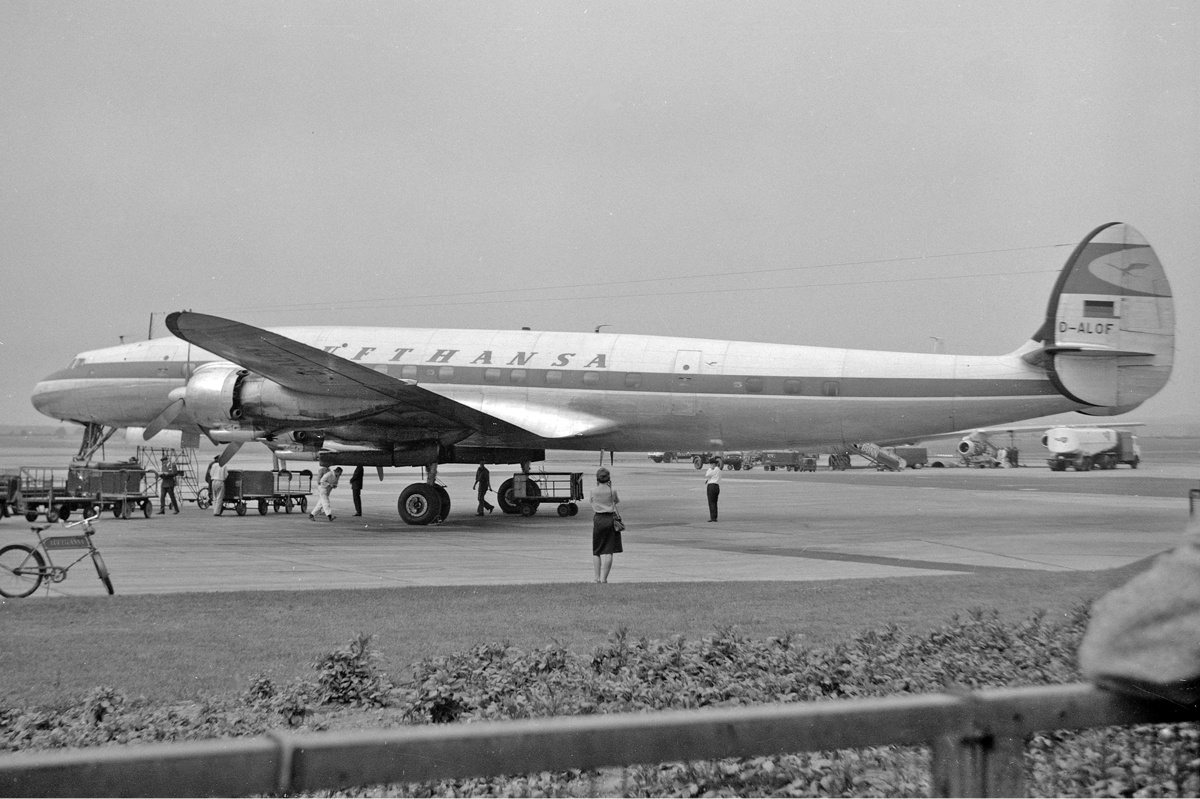
Eine Lockheed Super Constellation, wie die als Airbus eingesetzten

Das Beförderungskonzept Airbus (teilweise auch Air Bus geschrieben) war ein von der Deutschen Lufthansa 1963 eingeführter Versuch, auf der Strecke zwischen Frankfurt und Hamburg Passagen ohne vorherige Buchung zu verkaufen. Neben niedrigen Flugpreisen war vor allem der Wegfall aller Formalitäten neuartig. Die Tickets wurden in der Maschine verkauft. Eingesetzt wurden die im Nordatlantikdienst freigewordenen Lockheed Super Constellations. Das Gepäck war auf 15 kg begrenzt, und es wurde keinerlei Bordservice angeboten.
Die Flüge wurden zwei- bis dreimal täglich angeboten, hauptsächlich als Tagesrandverbindungen z. B. um 8:00 und 20:00 Uhr; sie wurden nicht unter Lufthansa-Flugnummern geflogen, sondern trugen die Flugnummern A 1 bis A 6. Der Preis für Hin- und Rückflug lag mit 135 DM fast exakt bei dem für die Bahnreise mit dem als luxuriös geltenden Trans-Europ-Express, allerdings mit dem Vorteil der Flugzeit von nur 1 Stunde und 20 Minuten. 
Für den Erfolgsfall geplant waren auch weitere Strecken von Frankfurt als Startort nach München und Düsseldorf als weitere Ziele.
Die kalkulierte Rentabilitätsschwelle von 50 verkauften Tickets pro Flug konnte jedoch mit durchschnittlich 37 Gästen nicht erreicht werden, und das Angebot wurde nach gut einem Jahr wieder beendet.